# Белинские
Белинские (пол. Bieliński, укр. Білинські) — старинный дворянский и графский род.
Шляхетского происхождения, записан в VI и I части родословных книг губерний Царства Польского, Подольской, Киевской, Волынской, Витебской и Виленской губерний. Потомок одного из древнейших родов Белинских, восходящих к концу XVI столетия, сенатор и воевода Царства Польского, Пётр Белинский герба Шелига (1754—1829), указом от 10 августа 1825 г. был возведён в графское Царства Польского достоинство.
Герб Белинского внесен в Часть 14 Общего гербовника дворянских родов Всероссийской империи, стр. 146. Герб рода Белинских внесен в Часть 16 Общего гербовника дворянских родов Всероссийской империи, стр. 25.
В империи Габсбургов род Белинских подтвердил своё шляхетское происхождение в королевстве Галиции и Лодомерии..

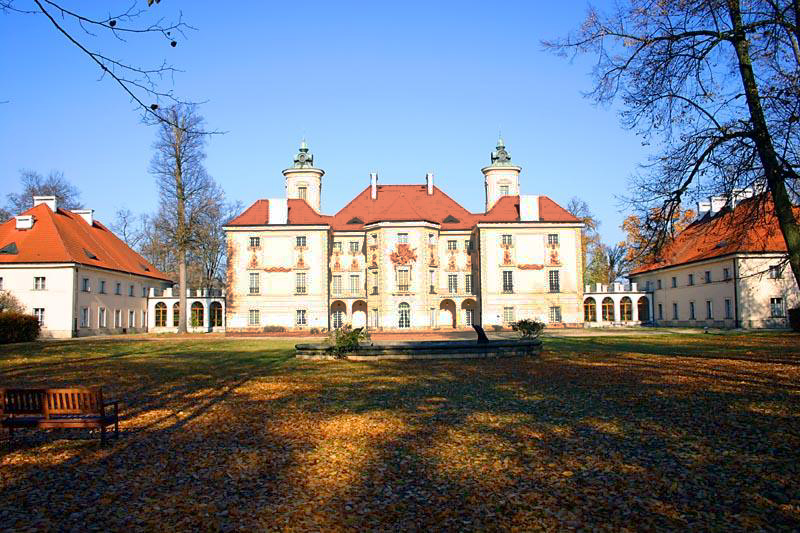
Дворец Белинских в Большом Отвоцке

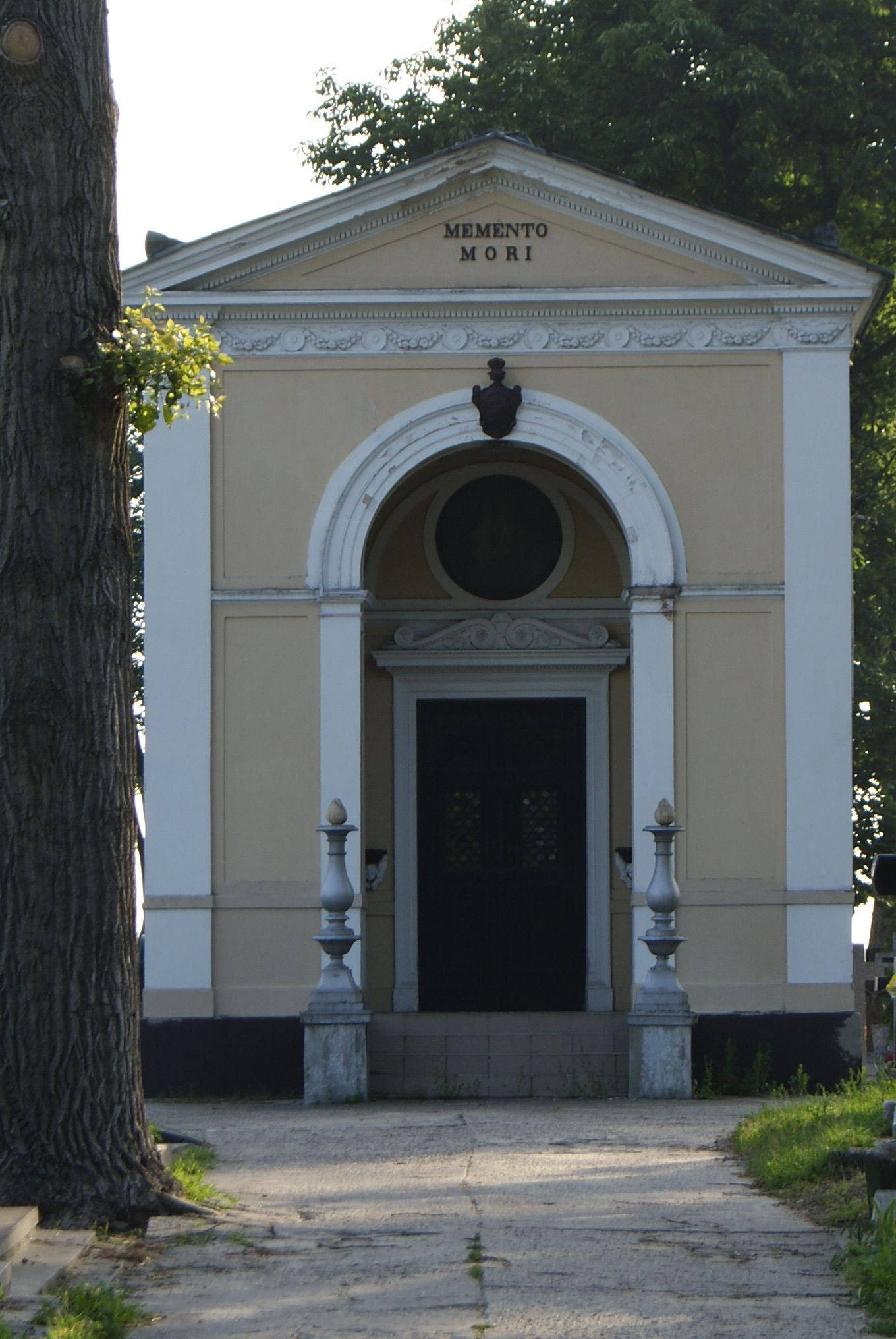
Часовня Белинских